# Mogens Christensen
Mogens Christensen (født 7. april 1955) er en dansk komponist og musikteoretiker. 
Han er uddannet ved Det Jyske Musikkonservatorium, Aarhus Universitet og Det Kongelige Danske Musikkonservatorium.
Han begyndte som komponist i 1982 med værket Hyperions Schicksalslied til tekst af den tyske poet og filosof Friedrich Hölderlin og debuterede i 1993 fra solistklassen i komposition ved Det Kongelige Danske Musikkonservatorium i København. Året efter brød han igennem ved UNESCOs International Rostrum of Composers, hvor han fik en 3. pris for kammerværket Vinterlys (1991).

## Værker
En del af Mogens Christensens værker forbinder sig med emner inden for:
- Lyrik, fortællinger, eventyr og legender, hvilket afspejler sig i liederne og i værker som De khazariske Spejle (1991-93), Prinssese Atehs svundne digte (1991) og Fortællingen om Adam Ruhani (1992).
- Natur og fugle, hvilket kommer til udtryk i f.eks. orkesterværket Zauberwald (1999) og mange af hans blokfløjteværker, herunder de første koncerter og cyklussen Nocturnal Birds (1993-98).
- Lys, hvilket kommer til udtryk i værker som Crystalline Light (1999) og Vinterlys (1991)
- Astrologi, hvilket kommer til udtryk i værker som klavercyklussen Liber Eclipticae (1997-2013), der har en sats for hvert stjernetegn.

Mogens Christensen har været huskomponist ved Sjællands Symfoniorkester (1998-2000)  og ved Randers Kammerorkester (2006-2008). 
Som teoretiker og historiker har han undervist på musikkonservatorierne i København, Aarhus, Odense, Aalborg, Esbjerg og Bergen og på Det Rytmiske Musikkonservatorium samt på universiteterne i Aarhus, Aalborg og Bergen. Han har desuden udgivet bøger om teori og arrangement.
Mens han var huskomponist ved Sjællands Symfoniorkester arbejdede han ved siden af komponistvirksomheden med at stimulere børn og unges interesse for den klassiske musik. Efterfølgende skrev han bogen Kreativ værkintroduktion, hvor han med udgangspunkt i Carl Nielsens symfonier præsenterer byggestensmetoden - en formidlingsmåde, som sætter børn og unge i stand til selv at komponere.   
Ligeledes var han med at udvikle Danmarks Radios P2 Musiks projekt MusX – et univers på nettet, hvor børn kunne komponere deres egen musik.
I 2005 blev Mogens Christensen udnævnt til landets første professor i musikformidling.  